# جاده مرگ (فیلم ۱۳۴۲)
جاده مرگ فیلمی به کارگردانی  و نویسندگی اسماعیل ریاحی ساختهٔ سال ۱۳۴۲ است.

## خلاصه داستان
کارخانه داری به نام محمود وقتی به خانه‌اش می‌رود جسد دخترش را در حوض آب می‌بیند و از اتاق صدای همسرش عاطفه، و هوشنگ را می‌شنود که نقشهٔ قتل او را می‌کشند...

## بازیگران
- آرمان
- شهلا ریاحی
- حیدر صارمی
- عبداله بوتیمار
- مینو شفیع
- مینا مالکی
- محسن آراسته
- رضا شفیع
- روشن ضمیر
- نوری
- رضا عارفان
- برهانی
- محمود